# 小豆蔻屬
小豆蔻属是薑科的一個屬，原產南亞。

## 物種
- 小豆蔻（印度小豆蔻）
- 錫蘭小豆蔻（英语：Elettaria ensal）